# Paloma Mami
Paloma Mami, pseudonimo di Paloma Rocío Castillo Astorga (New York, 11 novembre 1999), è una cantante statunitense con cittadinanza cilena.

## Biografia
Nata a New York da genitori originari della città cilena di Doñihue, Paloma Mami si è trasferita in Cile con la famiglia all'età di 16 anni. Il suo nome d'arte, che ha adottato sin dai giorni del liceo, è ispirato al nickname di Instagram del rapper Drake.
La cantante è salita alla ribalta nell'estate del 2018 con la sua partecipazione al talent show trasmesso sulla Televisión Nacional de Chile Rojo, el color del talento. Il successo del suo singolo di debutto Not Steady l'ha portata ad aprire il concerto di Arcángel al Teatro Caupolicán di Santiago del Cile a settembre 2018 e a firmare un contratto con la Sony Music Latin il mese successivo, rendendola la prima artista cilena della major.
Nella primavera del 2019 Not Steady e il singolo successivo No te enamores sono stati certificati entrambi doppio disco di platino dalla Sociedad de Productores Fonográficos y Videográficos de Chile con oltre 24 milioni di riproduzioni in streaming totalizzate da ciascuno. Nella successiva estate ha collaborato con il rapper madrileno C. Tangana sul pezzo No te debí besar, che ha raggiunto la terza posizione della classifica spagnola. Il singolo è disco di platino in Spagna e disco d'oro in Messico, rispettivamente con oltre 40 000 e 30 000 copie vendute a livello nazionale. La cantante ha inoltre goduto di popolarità negli Stati Uniti: la Recording Industry Association of America ha certificato 600 000 unità vendute dei suoi singoli e album in suolo statunitense.
Paloma Mami ha cantato come headliner a vari festival di rilievo, fra cui Lollapalooza Chile 2019, Lollapalooza Argentina 2020 e il Festival de Las Condes del 2020 nella capitale cilena, trasmesso in diretta nazionale su Canale 13.
Il 28 settembre 2021 ha ricevuto una candidatura ai Latin Grammy nella categoria di miglior artista emergente.

## Discografia

### Album in studio
- 2021 – Sueños de Dalí
- 2025 – Códigos de muñeka

### Singoli
- 2018 – Not Steady
- 2018 – No te enamores
- 2019 – Fingías
- 2019 – Don't Talk About Me
- 2019 – No te debí besar (con C. Tangana e Alizzz)
- 2019 – Mami
- 2020 – Goteo
- 2020 – For Ya
- 2021 – Religiosa
- 2021 – Traumada
- 2021 – Frenesí
- 2021 – Dreams (Interlude)
- 2021 – Que wea
- 2021 – Cosas de la vida

### Collaborazioni
- 2020 – QueLoQue (Major Lazer feat. Paloma Mami)
- 2021 – Que rico fuera (Ricky Martin con Paloma Mami)